# منصوراسوروس
منصوراسوروس أو منصوراسوروس شاهينا (الاسم العلمي: Mansourasaurus shahinae) نسبة إلى الفريق الذي اكتشفه من جامعة المنصورة، هو ديناصور آكل للعشب ينتمي للعصر الطباشيري المتأخر أثناء مرحلة الكامباني، يبلغ طوله عشرة أمتار ويزن 5.5 طن وكان ينتمي إلى مجموعة تسمى «تيتانوصور» ضمت أكبر حيوانات برية عاشت على الأرض.
اكتُشفت حفريات هذا الديناصور في 29 يناير 2018 بواسطة مجموعة من الباحثين من جامعة المنصورة في مصر برئاسة الدكتور هشام سلام عالم الحفريات، الديناصور المكتشف الذي عاش قرب شاطئ محيط قديم كان موجودا قبل البحر المتوسط هو واحد من أنواع قليلة من الديناصورات عاشت خلال آخر 15 مليون عام من عصر الديناصورات (ماسازويك) أو الدهر الوسيط على البر الرئيسي الأفريقي.
تأتي أهمية هذا الاكتشاف في أنه كشف عن سر الانقراض الكبير الذي أصاب الديناصورات في نهاية العصر الطباشيرى قبل نحو 65 مليون سنة، حيث أن الحفريات التي تم العثور عليها من قبل في أفريقيا تنتمى للفترة الزمنية بين 90 و100 مليون سنة فقط، وهي حفريات قليلة العدد وتبعد عن زمن الانقراض بفترة كبيرة تتجاوز 25 مليون سنة، وهذا يعنى أن مسار تطور الديناصورات في أفريقيا ظلَّ إلى حد كبير لغزاً، ولكن هذا الاكتشاف ساعد على تفسير سر اندثار الديناصورات.

## الاكتشاف
تم اكتشاف الرفات في واحة الداخلة بالصحراء الغربية المصرية بواسطة فريق بحثي من جامعة المنصورة بالتعاون مع جامعة أوهايو ومؤسسة ليكى للعلوم والجمعية الوطنية الجغرافية والمؤسسة الأمريكية للعلوم، ويعد هذا الاكتشاف هو أكبر حفرية تامة بين أي فقاريات برية بالبر الرئيسي الأفريقي خلال فترة زمنية تصل إلى نحو 30 مليون عام قبل انقراض الديناصورات منذ 66 مليون عام.
عثر الباحثون على أجزاء من جمجمته والفك السفلي والعنق والفقرات الخلفية والضلوع والكتف والقائمة الأمامية والقدم الخلفية.

## المواصفات
يبلغ طوله عشرة أمتار ويزن 5.5 طن، ورغم ضخامته التي تشبهه الفيل الأفريقي، إلا أن منصوراسوروس يأتي في الحجم بعد أقارب آخرين في فئة تيتانوصور ومنها أرجنتينوصوروس وباتاجوتيتان التي عاشت في أمريكا الجنوبية وأيضا الديناصور الأفريقي باراليتيتان الذي تجاوز طول بعضها 30 مترا.